# Marigny (Allier)
Marigny és un municipi francès, situat al departament de l'Alier i a la regió d'Alvèrnia-Roine-Alps. L'any 2007 tenia 189 habitants.

## Demografia

### Població
El 2007 la població de fet de Marigny era de 189 persones. Hi havia 76 famílies de les quals 16 eren unipersonals (8 homes vivint sols i 8 dones vivint soles), 24 parelles sense fills, 24 parelles amb fills i 12 famílies monoparentals amb fills.
La població ha evolucionat segons el següent gràfic:
Habitants censats

### Habitatges
El 2007 hi havia 92 habitatges, 79 eren l'habitatge principal de la família, 9 eren segones residències i 4 estaven desocupats. Tots els 92 habitatges eren cases. Dels 79 habitatges principals, 62 estaven ocupats pels seus propietaris, 16 estaven llogats i ocupats pels llogaters i 1 estava cedit a títol gratuït; 12 tenien tres cambres, 17 en tenien quatre i 50 en tenien cinc o més. 24 habitatges disposaven pel capbaix d'una plaça de pàrquing. A 29 habitatges hi havia un automòbil i a 45 n'hi havia dos o més.

### Piràmide de població
La piràmide de població per edats i sexe el 2009 era:
| Homes | Edats   | Dones |
| ----- | ------- | ----- |
| 4     | 95 o +  | 0     |
| 0     | 90 a 94 | 0     |
| 0     | 85 a 89 | 4     |
| 0     | 80 a 84 | 0     |
| 8     | 75 a 79 | 0     |
| 8     | 70 a 74 | 4     |
| 4     | 65 a 69 | 8     |
| 8     | 60 a 64 | 4     |
| 16    | 55 a 59 | 8     |
| 0     | 50 a 54 | 16    |
| 8     | 45 a 49 | 8     |
| 0     | 40 a 44 | 4     |
| 8     | 35 a 39 | 4     |
| 0     | 30 a 34 | 8     |
| 4     | 25 a 29 | 4     |
| 0     | 20 a 24 | 0     |
| 16    | 15 a 19 | 8     |
| 8     | 10 a 14 | 4     |
| 8     | 5 a 9   | 0     |
| 4     | 0 a 4   | 0     |

## Economia
El 2007 la població en edat de treballar era de 139 persones, 110 eren actives i 29 eren inactives. De les 110 persones actives 108 estaven ocupades (60 homes i 48 dones) i 2 estaven aturades (1 home i 1 dona). De les 29 persones inactives 16 estaven jubilades, 11 estaven estudiant i 2 estaven classificades com a «altres inactius».

### Ingressos
El 2009 a Marigny hi havia 78 unitats fiscals que integraven 192 persones, la mediana anual d'ingressos fiscals per persona era de 19.162 €.

### Activitats econòmiques
Dels 3 establiments que hi havia el 2007, 1 era d'una empresa de construcció, 1 d'una empresa de comerç i reparació d'automòbils i 1 d'una empresa d'hostatgeria i restauració.
L'únic servei als particulars que hi havia el 2009 era un guixaire pintor.
L'any 2000 a Marigny hi havia 13 explotacions agrícoles que ocupaven un total de 970 hectàrees.

## Poblacions més properes
El següent diagrama mostra les poblacions més properes.